# إتش إم إس برينس أوف ويلز (آر09)
إتش إم إس برينس أوف ويلز (آر09) هي حاملة طائرات من فئة كوين إليزابيث وهي على عكس معظم حاملات الطائرات الكبيرة غير مزودة بالمجنقة وحبال الكبح، دخلت الخدمة ف 2019.